# Lakeshore (Kanada)
Lakeshore – miasto w Kanadzie, w prowincji Ontario, w hrabstwie Essex. Miasto zostało utworzone w 1999 roku poprzez połączenie kantonów Maidstone, Rochester, Tilbury North i Tilbury West.
Liczba mieszkańców Lakeshore wynosi 33 245. Język angielski jest językiem ojczystym dla 80,0%, francuski dla 8,7% mieszkańców (2006).